# Żurawinka (rejon kurczatowski)
Żurawinka (ros. Журавинка) – wieś (ros. деревня, trb. dieriewnia) w zachodniej Rosji, w sielsowiecie kostielcewskim rejonu kurczatowskiego w obwodzie kurskim.

## Geografia
Miejscowość położona jest nad rzeką Prutiszcze, 3 km od centrum administracyjnego sielsowietu kostielcewskiego (Kostielcewo), 21 km od centrum administracyjnego rejonu (Kurczatow), 48,5 km od Kurska.
W granicach miejscowości znajduje się ulica Pyżowka i 26 posesji.

## Demografia
W 2010 r. miejscowość zamieszkiwało 15 osób.